# Pinjarra
Pinjarra is een plaats in West-Australië. Pinjarra ligt in een streek met een rijke geschiedenis en is de geboorteplaats van voormalig premier van West-Australië Ross McLarty.
In 1834 vond er het beruchte Pinjarrabloedbad plaats waarbij 14 tot 40 Nyungah gedood werden.

## Geschiedenis
Op vroege kaarten werd dikwijls "Pinjarrup" geschreven maar "Pinjarrah" was lange tijd de meest aanvaarde schrijfwijze. Over de betekenis van de naam zijn er verschillende theorieën. De meest gehoorde is dat het "moerasgebied" zou betekenen naar het aboriginalwoord "beenjarrup". Waarschijnlijker is echter dat Pinjarra naar het Pindjarupvolk, die de streek bewoonden, werd genoemd. 
Pinjarra is een van de eerste plaatsen in West-Australië waar Europeanen zich vestigden. Een van de vroegste kolonisten in de streek was Thomas Peel. Hij vestigde zich aan de monding van de rivier Murray in 1830. In 1831 werd grondgebied voorzien voor een dorpskern in de buurt van een doorwaadbare plaats in de rivier. Tegen 1834 had het nieuws over rijke leemgronden en weilanden meer Europeanen naar de streek gelokt.
Begin 1898 bestond de bevolking van Pinjarra uit 300 mannen en 100 vrouwen.
In het begin van de 20e eeuw werd door Kingsley Fairbridge een landbouwschool opgericht in het kader van een Brits migratieprogramma voor kinderen. Honderden weeskinderen werden opgeleid op de Fairbridge Farm tussen 1913 en 1981. In 1924 werd het Fairbridgekerkje gebouwd naar een ontwerp van de Britse architect Herbert Baker.
De schrijver Kenneth Mackenzie groeide op in Pinjarra en zijn debuutroman The Young Desire It is gebaseerd op tal van ervaringen uit zijn kindertijd aan de Murrayrivier.
In 1974 werd door Alcoa Australia Ltd in Pinjarra een aluminiumfabriek opgericht om het erts te verwerken uit de grootste bauxietmijn ter wereld. Daardoor het bevolkingsaantal steeg.

## Beschrijving
Pinjarra is de hoofdplaats van de lokale bestuursgebied (LGA) Shire of Murray.
In 2021 telde Pinjarra 4.914 inwoners.

## Mobiliteit
Pinjarra ligt 86 kilometer ten zuiden van Perth en 21 kilometer ten zuidoosten van het kuststadje Mandurah. De South Western Highway die tussen Bunbury en Armadale loopt, gaat recht door Pinjarra, en zorgt tijdens de vakanties voor veel overlast. Als gevolg daarvan wordt een ringweg aangelegd.
Het spoorwegstation van Pinjarra ligt op de South Western Railway waarop de Australind tweemaal daags Perth met Bunbury verbindt. In september 2012 is door Transperth van start gegaan met een busverbinding tussen het Murrayhospitaal in Zuid-Pinjarra en het treinstation van Mandurah.

## Toerisme
Op de toeristisch-historische spoorlijn Hotham Valley Railway rijden nog stoomtreinen.
De Peel Zoo, bekend voor zijn gevleugelde wildlife, bevindt zich nabij Pinjarra.

## Bekende mensen
- John Butler
- Peter Dawson
- Ross McLarty: 17e premier van West-Australië
- iOTA : zanger geboren als Sean Hape
- Kamdyn McIntosh : Australian footballspeler
- Harley Bennell : Australian footballspeler

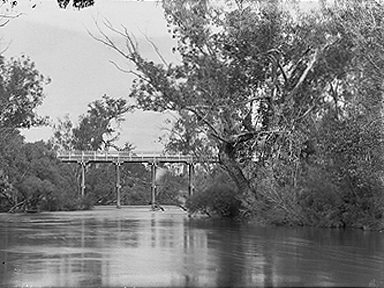
De Pinjarrabrug over de Murrayrivier (rond 1900-1910)
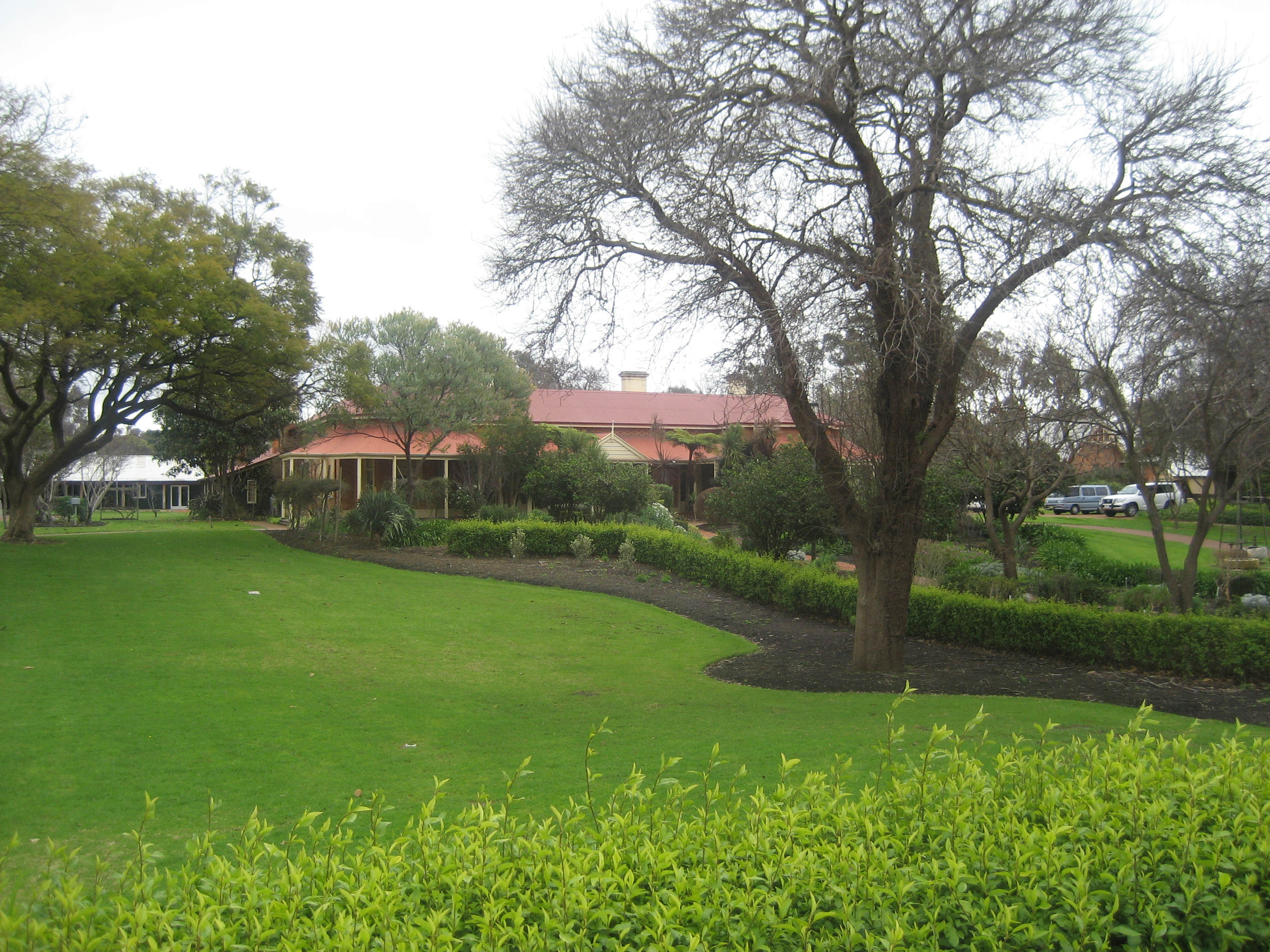
Edenvale, historisch plattelandsgebouw
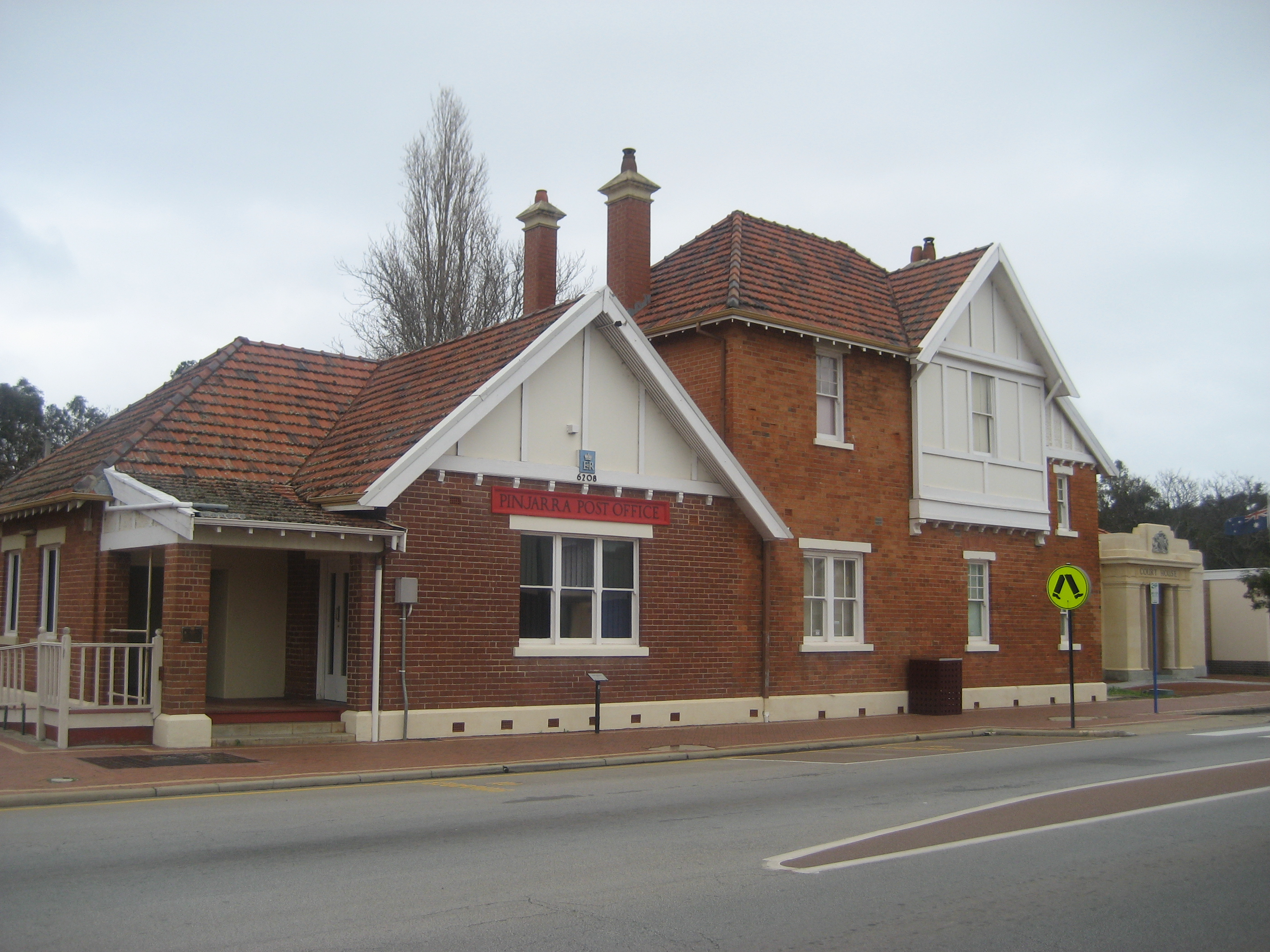
Oud postgebouw
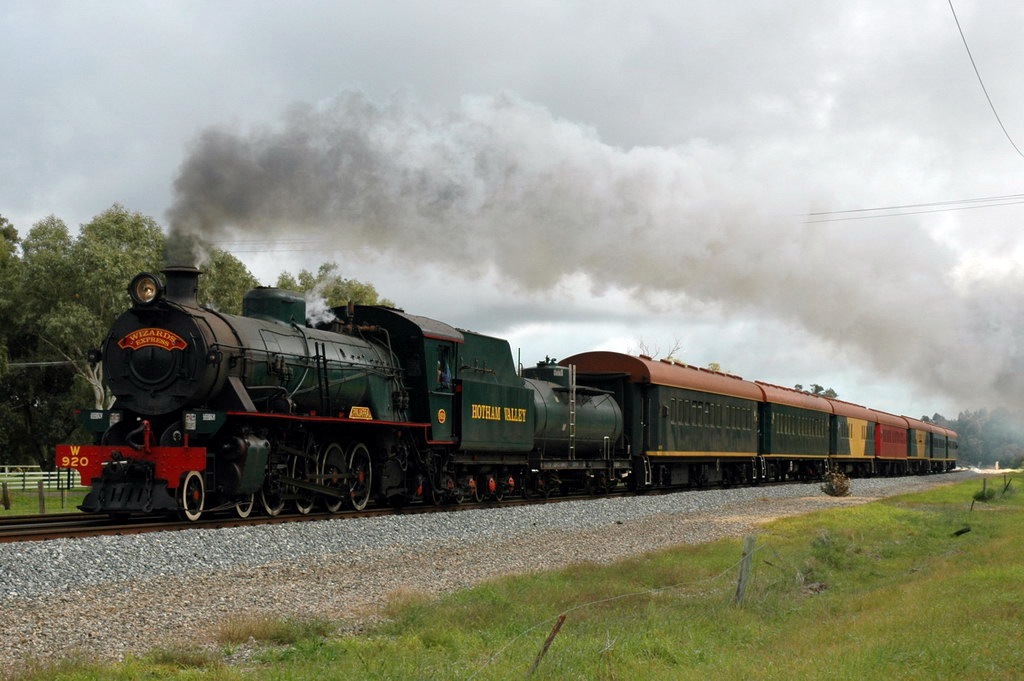
Hotham Valley Railway
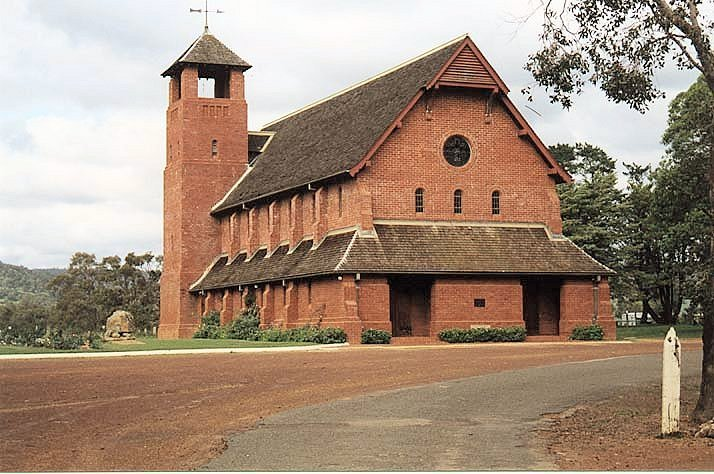
Fairbridgekerkje

Banksiadale · Barragup · Birchmont · Blythewood · Boddington · Bouvard · Carcoola · Chadoora · Clifton · Coodanup · Coolup · Crossman · Dawesville · Dudley Park · Dwellingup · Erskine · Etmilyn · Fairbridge · Falcon · Furnissdale · Greenfields · Halls Head · Hamel · Herron · Holyoake · Inglehope · Kooljerrenup · Lake Clifton · Lakelands · Lower Hotham · Madora Bay · Mandurah · Marradong · Marrinup · Meadow Springs · Meelon · Mount Cooke · Mount Wells · Myara · Nambeelup · Nanga Brook · Nirimba · North Dandalup · North Yunderup · Oakley · Parklands · Pinjarra · Point Grey · Preston Beach · Quindanning · Ranford · Ravenswood · San Remo · Silver Sands · Solus · South Yunderup · Stake Hill · Teesdale · Wagerup · Wannanup · Waroona · West Coolup · West Pinjarra · Whittaker · Wuraming